# Technician Fifth Grade

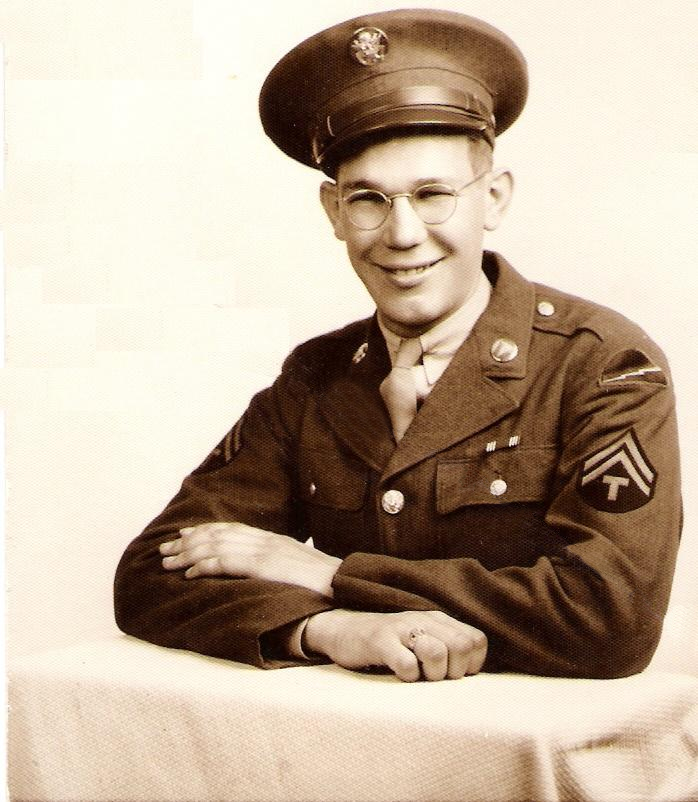
Ein Technician Fifth Grade der 78th Division zur Zeit des Zweiten Weltkrieges.

Technician Fifth Grade (auch abgekürzt mit Tech 5 oder T/5) war ein Dienstgrad der amerikanischen Streitkräfte für technische Spezialisten während des Zweiten Weltkrieges.
So konnten einberufene Soldaten, die durch ihren Zivilberuf wichtige Fähigkeiten besaßen (wie zum Beispiel Funktechniker, Medizinisches Personal, Sprachmittler usw.), in den Streitkräften in ihrem speziellen Fachgebiet eingesetzt werden.
Daher wurde mit Anweisung des amerikanischen Kriegsministeriums vom 8. Januar 1942 dieser Dienstgrad eingeführt und in der Besoldung mit dem Dienstgrad Corporal gleichgesetzt sowie anfänglich dessen Rangabzeichen genutzt. Allerdings hatte ein Technician Fifth Grade nicht die Befehls- und Kommandogewalt eines Corporals inne, daher wurde zur Unterscheidung mit Erlass vom 4. September 1942 ein eigenes Dienstgradabzeichen, ein Corporals-Tresen mit stilisierten „T“ geschaffen.

## Weitere Dienstgrade dieser Dienstgradgruppe
- Technician Fourth Grade
- Technician Third Grade
- Technical Sergeant